# Karla Antunović
Karla Antunović (* 27. März 2002 in Zagreb) ist eine kroatische Volleyballnationalspielerin.

## Karriere
Antunović begann ihre Karriere 2019 bei HAOK Mladost Zagreb. 2021/22 spielte sie bei OK Dinamo Zagreb. Anschließend kehrte sie zu HAOK Mladost zurück. 2024 wurde die kroatische Nationalspielerin vom deutschen Bundesligisten SSC Palmberg Schwerin verpflichtet.